# Internationaler Johann-Sebastian-Bach-Wettbewerb

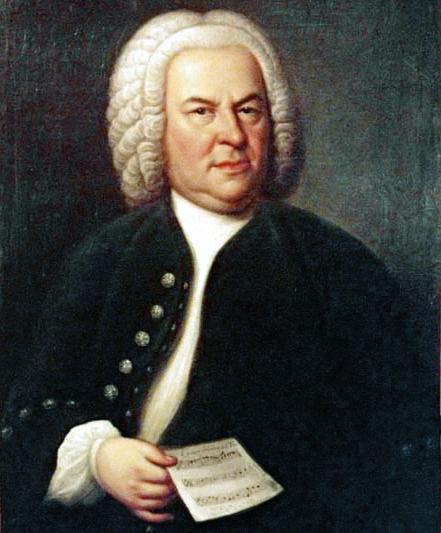
Johann Sebastian Bach.

La Internationaler Johann-Sebastian-Bach-Wettbewerb (Concorso internazionale Johann Sebastian Bach) è una competizione musicale organizzata dal Bach-Archiv a Lipsia, in Germania.

## Storia
Il concorso venne ideato dal Bach-Archiv di Lipsia a partire dal 1950, in occasione delle celebrazioni per il bicentenario della morte di Johann Sebastian Bach. Dal 1964 al 1996 si svolse ogni quattro anni e comprendeva cinque categorie musicali (pianoforte, organo, clavicembalo, canto e violino).
Attualmente la competizione è organizzata ogni due anni e consta di tre categorie, che cambiano di volta in volta. Dal 1965 il concorso fa parte della World Federation of International Music Competitions di Ginevra.